# Audi A4 DTM
Audi A4 DTM ist der Name von Prototyp-Rennwagen des deutschen Automobilfabrikanten Audi, die zur ausschließlichen Verwendung in der DTM konstruiert wurden. Der A4 DTM wurde in sechs Entwicklungsstufen hergestellt, welche die internen Produktionsnamen R11, R12, R12 plus, R13, R14 und R14 plus tragen. Der A4 DTM löste den Abt-Audi TT-R ab, der zwischen 2000 und 2003 in der Serie eingesetzt wurde. Von 2004 bis 2011 trat der A4 DTM dort gegen die DTM AMG Mercedes C-Klasse und in den ersten zwei Jahren auch gegen den Opel Vectra GTS V8 an.

## Comeback als Werksteam
Nachdem das Team Abt in den Jahren 2000 bis 2003 einen privat entwickelten Abt-Audi TT-R eingesetzt und in der DTM-Saison 2002 mit Laurent Aïello den Titel gewonnen hatte, folgte 2004 der Wiedereinstieg von Audi als Werksteam in die DTM. Der erfolgreiche Einstand in die Serie endete mit allen Titeln (Fahrer-, Team-, Herstellerwertung) der Meisterschaft.

## Entwicklungsstufen
| Name     | Einführung |
| -------- | ---------- |
| R11      | 2004       |
| R12      | 2005       |
| R12 plus | 2006       |
| R13      | 2007       |
| R14      | 2008       |
| R14 plus | 2009       |

## Technik
Wie bei allen Rennwagen der DTM erinnert die Form der Karosserie des A4 DTM an ein Serienfahrzeug, hier an den Audi A4. Konstruiert ist der Prototyp mit einem Monocoque-Chassis aus kohlenstofffaserverstärktem Kunststoff mit integriertem 70-Liter-Kraftstofftank. Da das Nachtanken zu dieser Zeit noch im Rennen Pflicht war, wurde nicht wie ab 2012 ein 120-Liter-Tank eingebaut. Angetrieben wird der A4 DTM von einem nicht aufgeladenen V8-Motor mit 4 Litern Hubraum, der mit einem Luftmengenbegrenzer rund 340 kW (≈ 460 PS) leistet und ein maximales Drehmoment von mehr als 500 Nm hat. Die Kraft wird über eine Lamellenkupplung mit drei kohlenstofffaserverstärkten Scheiben an das sequenzielle Sechsgang-Sportgetriebe abgegeben, das mit dem einstellbaren Lamellen-Sperrdifferenzial an der Hinterachse in einem Gehäuse vereinigt ist. Alle Räder sind einzeln an Doppelquerlenkern aufgehängt, die innenliegenden Feder-Dämpfer-Einheiten werden über Schubstangen und Kipphebel betätigt.

## Reifen
Die Reifen wurden vom damaligen DTM-Einheitsausstatter Dunlop geliefert und hatten die Maße vorn: 265/660-R18, hinten: 280/660-R18.

## Fahrer-Meisterschaften
| 2004 | Mattias Ekström |
| 2007 | Mattias Ekström |
| 2008 | Timo Scheider   |
| 2009 | Timo Scheider   |
| 2011 | Martin Tomczyk  |

## Nachfolgemodell
Zur DTM-Saison 2012 wurde mit dem Audi A5 DTM der Nachfolger präsentiert. Er tritt gegen den neuen BMW M3 DTM und das DTM AMG Mercedes C-Coupé an.